# Glandirana tientaiensis
Espèce
Synonymes
- Rana tientaiensis Chang, 1933

Statut de conservation UICN

 LC  : Préoccupation mineure
Glandirana tientaiensis est une espèce d'amphibiens de la famille des Ranidae.

## Répartition
Cette espèce est endémique du centre-Est de la Chine. Elle se rencontre dans le sud-est de la province d'Anhui et dans la province de Zhejiang, entre 100 et 700 m d'altitude,.

## Étymologie
Son nom d'espèce, composé de tientai et du suffixe latin -ensis, « qui vit dans, qui habite », lui a été donné en référence au lieu de sa découverte, le xian de Tiantai au Zhejiang.

## Publication originale
- Chang, 1933 : Two new amphibian records from Chekiang. Peking Natural History Bulletin, vol. 8, p. 75-80.